# Eartha Kittová
Eartha Kittová (17. ledna 1927 North, Jižní Karolína – 25. prosince 2008 Weston, Connecticut) byla americká zpěvačka, tanečnice a herečka, sexuální symbol 50. let 20. století. Známou se stala písní „C’est Si Bon“.
Byla dcerou černošské matky a bělošského otce. V šestnácti letech se stala členkou taneční skupiny Katherine Dunhamové. S ní procestovala celý svět. Usadila se pak v Paříži, kde se stala zpěvačkou v nočních klubech. Roku 1950 ji obsadil Orson Welles do prvního filmu Time Runs. Roku 1952 se prosadila na Broadwayi v představení New Faces of 1952. Vzápětí nazpívala hity jako „C’est Si Bon“, „Santa Baby“ či „I Want to Be Evil“. V televizi se prosadila především jako Catwoman v seriálu Batman. V 60. letech kritizovala americkou účast ve válce ve Vietnamu. V letech 2007 a 2008 získala dvě Ceny Emmy za účinkování v dětských televizních pořadech.